# Traszka Neda
Traszka Neda (ang. Ned’s Newt, 1997-1999) – kanadyjsko-amerykański serial animowany opowiadający o wielkiej traszce.
W Polsce premiera serialu miała miejsce 24 sierpnia 1998 roku na antenie Canal+. W późniejszym czasie serial był emitowany na nieistniejących kanałach MiniMax, KidsCo i – od 1 grudnia 2015 – na Top Kids.

## Fabuła
Serial opowiada o zabawnych przygodach dwójki przyjaciół, dużej niebieskiej traszce i małym chłopcu imieniem Ned, którzy codziennie uczą się czegoś nowego o świecie.

## Wersja polska
Opracowanie wersji polskiej: na zlecenie CANALu+ – Start International Polska

Reżyseria: Ewa Złotowska

Dialogi polskie:
- Barbara Robaczewska (odc. 1-2, 6-7, 13),
- Ewa Ziemska (odc. 3-4, 8-9, 14-15, 18, 23-24),
- Magdalena Dwojak (odc. 5, 10-12, 19-20),
- Hanna Górecka (odc. 16-17),
- Olga Latek (odc. 21-22, 25-26)

Dźwięk i montaż:
- Janusz Tokarzewski (odc. 1-8),
- Hanna Makowska (odc. 9-26)

Kierownik produkcji: Bogumiła Adler

Udział wzięli:
- Jacek Kawalec – Newton
- Elżbieta Bednarek – Ned
- Arkadiusz Jakubik – Ojciec
- Anna Gornostaj – Matka

oraz
- Izabela Dąbrowska
- Tomasz Bednarek
- Józef Mika
- Jerzy Mazur
- Krystyna Kozanecka – Linda
- Paweł Iwanicki
- Marek Frąckowiak
- Jarosław Boberek
- Wojciech Paszkowski
- Cezary Kwieciński
- Elżbieta Kijowska
- Wojciech Machnicki
- Artur Kaczmarski
- Marek Robaczewski
- Katarzyna Skolimowska
- Robert Tondera

Śpiewał: Jacek Kawalec

## Spis odcinków
| Nr             | Polski tytuł                           | Angielski tytuł                        |
| -------------- | -------------------------------------- | -------------------------------------- |
|                |                                        |                                        |
| SERIA PIERWSZA |                                        |                                        |
|                |                                        |                                        |
| 01             | Nowy przyjaciel Neda                   | Out With The Old, In With The Newt     |
| 01             | Prezent dla ukochanej                  | What Rock Through Yonder Window Breaks |
|                |                                        |                                        |
| 02             | Potwór z ulicy Przyjaźni               | Nightmare On Friendly Street           |
| 02             | Czarna owca w rodzinie                 | A Snitch In Time                       |
|                |                                        |                                        |
| 03             | Wyprawa do dna śmietnika               | Voyage To The Bottom Of The Dump       |
| 03             | Pierścień ofiarny dla Ciebie           | Happy Blood Altar Ring To You          |
|                |                                        |                                        |
| 04             | Pomidorowy Mars                        | Mars Dilemma                           |
| 04             | Bolączka sobotniej nocy                | Saturday Night Furvor                  |
|                |                                        |                                        |
| 05             | Obywatel Ned                           | Citizen Ned                            |
| 05             | Najbardziej wkurzający cyrk na świecie | The Most Grating Show On Earth         |
|                |                                        |                                        |
| 06             | Jurajski praprzodek                    | Jurassic Joyride                       |
| 06             | Zakichany obóz                         | Take A Hike                            |
|                |                                        |                                        |
| 07             | Oddajcie moje płatki                   | New Improved Zippo                     |
| 07             | Gdzie jest czerwony kapturek?          | What Big Rewrite Notes You Have        |
|                |                                        |                                        |
| 08             | Sam w domu z Frankiem                  | Home Alone With Frank                  |
| 08             | Szczęściarz za pensa                   | The Lucky Penny                        |
|                |                                        |                                        |
| 09             | Ratunku, bo wyłysieję                  | Help Me, I’m Bald                      |
| 09             | Planety, pociągi i traszkomobile       | Planes, Trains, And Newtmobiles        |
|                |                                        |                                        |
| 10             | Bicie rekordu                          | Broken Record                          |
| 10             | Newton ma wychodne                     | Newton’s Day Out                       |
|                |                                        |                                        |
| 11             | Nie widać lasu spoza drzew             | Can’t See The Forest For The Tree Fort |
| 11             | Lomax prosi o pomoc                    | Saving Lummox                          |
|                |                                        |                                        |
| 12             | Newton się zakochał                    | Newton Falls In Love                   |
| 12             | Pokaż mi pieniądze                     | Show Me The Money                      |
|                |                                        |                                        |
| 13             | Trudne zadania są fajne                | One Flu Over The Cuckoo’s Nest         |
| 13             | Zgadnijcie jaka to nagroda             | Mall Good Things Come To An End        |
|                |                                        |                                        |
| SERIA DRUGA    |                                        |                                        |
|                |                                        |                                        |
| 14             | Praca mojego taty                      | Live and Let Dad                       |
| 14             | Ned w wojsku                           | Ned’s Army                             |
|                |                                        |                                        |
| 15             | Wspinaczka na szczyt                   | Climb Every Newton                     |
| 15             | Wracaj do gniazda                      | Go Nest Young Man                      |
|                |                                        |                                        |
| 16             | Weekend u ciocii w Bernice             | Weekend At Bernice                     |
| 16             | Nowy Roczek                            | New Year’s Ned                         |
|                |                                        |                                        |
| 17             | Światła, kamera, Newton                | Lights, Camera, Newton                 |
| 17             | Susza                                  | When In Drought                        |
|                |                                        |                                        |
| 18             | Potrząśnij mózgiem                     | Draw Your Own Concussion               |
| 18             | Park dla kotów                         | Tis Follicle To Be Wise                |
|                |                                        |                                        |
| 19             | Powrót do przyszłości                  | Back To The Futile                     |
| 19             | Wielki rejs                            | Motley Cruise                          |
|                |                                        |                                        |
| 20             | Rodzinny piknik                        | Take Your Picnic                       |
| 20             | Stać! W imieniu prawa                  | Crop! In The Name Of Love              |
|                |                                        |                                        |
| 21             | Urocze miejsce                         | Abode To Ruin                          |
| 21             | Edukacja Reegera                       | Educating Reeger                       |
|                |                                        |                                        |
| 22             | Traszka Normana                        | Norman’s Newt                          |
| 22             | Najświeższe wiadomości                 | The Show Must Go Off                   |
|                |                                        |                                        |
| 23             | Gdy but Cię uwiera                     | If The Shoe Gives You Fits             |
| 23             | Zupa alfabetowa                        | Ned And Edna, And Ed ’N Aden           |
|                |                                        |                                        |
| 24             | Pogonić wirusa                         | Fantastic Neddage                      |
| 24             | Dzień matek, dla matek                 | A Mother Day, A Mother Dollar          |
|                |                                        |                                        |
| 25             | Tylko w Nowym Yorku                    | Newt York, Newt York                   |
| 25             | Szerlok Ned                            | Lummox Of The Baskervilles             |
|                |                                        |                                        |
| 26             | Nie deptać roślin                      | Frankenvine                            |
| 26             | Ryby mają głos                         | Nedapalooza                            |
|                |                                        |                                        |
| SERIA TRZECIA  |                                        |                                        |
|                |                                        |                                        |
| 27             | Pamiętnik Neda                         | Diary Of A Nedman                      |
| 27             | Lekcja ułamków                         | Last Fraction Hero                     |
|                |                                        |                                        |
| 28             | W wesołym miasteczku                   | Carnival Knowledge                     |
| 28             | Historia pewnej zabawki                | Go Fetch                               |
|                |                                        |                                        |
| 29             | Cymbałkowy obóz                        | Xylophone Camp                         |
| 29             | Feralny trójkąt                        | The Friendly Triangle                  |
|                |                                        |                                        |
| 30             | Nigdy nigdy Ned                        | Never-Never Ned                        |
| 30             | Mieć albo nie mieć                     | To Have And Have Newt                  |
|                |                                        |                                        |
| 31             | Wakacje w lesie                        | Summer Rental                          |
| 31             | Zapiaszczony Flemkin                   | The Man Who Would Be Flemking          |
|                |                                        |                                        |
| 32             | Cyranewton De Bergerac                 | Cyranewt De Bergerac                   |
| 32             | Chłopiec, który za dużo wiedział       | The Boy Who Newt Too Much              |
|                |                                        |                                        |
| 33             | Do wesela się nabroi                   | Nedding Bells Are Ringing              |
| 33             | Ned traszki                            | Newt’s Ned                             |
|                |                                        |                                        |
| 34             | Tylne drzwi autobusu                   | Rear Bus Window                        |
| 34             | I Ty Newtonie?                         | Et Tu, Newte                           |
|                |                                        |                                        |
| 35             | Randka w kinie                         | Love Is A Many-Salamandered Thing      |
| 35             | Ubezpieczenie na każdą kieszeń         | Trouble Indemnity                      |
|                |                                        |                                        |
| 36             | 312 gniewnych kobiet                   | 312 Angry Women                        |
| 36             | Nowa zabawka w mieście                 | Toys Will Be Toys                      |
|                |                                        |                                        |
| 37             | Kto ukradł lato?                       | Summer Gone, Summer Not                |
| 37             | Wyprzedaż traszki                      | Sealed With A Newt                     |
|                |                                        |                                        |
| 38             | W pogoni za wróżką zębową              | The Tooth Is Out There                 |
| 38             | Niesamowity pilot                      | Remote Possibility                     |
|                |                                        |                                        |
| 39             | Regaty                                 | Regattadamerang                        |
| 39             | Wszystko dobre, co się dobrze kończy   | All’s Well That Hens Well              |
|                |                                        |                                        |